# Stralsunder Straßennamen/H
Dies ist ein Verzeichnis der Straßennamen der Hansestadt Stralsund.
Das Verzeichnis nennt den Namen der Straße und (in Klammern) den Ortsteil. Dazu wird eine Erläuterung (Jahr der Benennung, Grund) zum Straßennamen gegeben. Wegen der großen Anzahl an Straßen wurde das Verzeichnis nach den Anfangsbuchstaben der Straßennamen aufgeteilt. Unter „Allgemeines“ finden Sie die Einleitung und Erläuterungen zu den Straßennamen allgemein.
Beispiel: Den Amanda-Weber-Ring finden Sie unter A.
- Haakstraße

ehemaliger Straßenname, siehe Mönchstraße
- Hafenstraße (Altstadt / Hafeninsel bzw. Franken / Frankenvorstadt)

In den 1860er Jahren wurden die Stralsunder Hafeninseln aufgeschüttet. Im Rahmen dieser Maßnahme wurden mehrere Straßen neu angelegt. Die Hafenstraße ist eine dieser Straßen und verläuft längs des Stralsunder Hafens.
- Hagemeisterstraße

Im Jahr 2005 angelegte Straße. Sie wurde nach der recht bedeutenden Stralsunder Ratsfamilie Hagemeister benannt. Erste Erwähnungen der Hagemeister im Rat der Stadt datieren um 1600. Heinrich Hagemeister war von 1612 bis zu seinem Tode 1616 Bürgermeister, Emanuel Hagemeister (* 1666, † 1738) ab 1726.
- Hainholzstraße (Knieper / Kniepervorstadt)

Erste Erwähnung findet das Heinholt im Jahr 1559. Offensichtlich handelte es sich um eine recht weitläufige Anlage, da berichtet wird, dass man dort Wildschweine jagen konnte. Im 18. Jahrhundert wird die Straße Nach dem Hainholze erwähnt, an der Fachwerkhäuser gebaut wurden. Bei der Reform der Straßennamen im Jahr 1869 erhielt die Straße ihren heutigen Namen.
1628 lagerte hier das Heer Wallensteins bei der erfolglosen Belagerung Stralsunds.
- Hamburger Straße (Grünhufe / Grünthal-Viermorgen)

Benannt nach der Stadt Hamburg. Das Wohnviertel erhielt nach der politischen und ökonomischen Wende in der DDR überwiegend Namen von Städten, mit denen Stralsund zur Zeit der Hanse eng verbunden war.
- Händelstraße (Knieper / Knieper Nord)

Benannt nach dem deutschen Komponisten Georg Friedrich Händel. Die Straße liegt im sog. Musikerviertel. Ein direkter Bezug zu Stralsund besteht nicht.
- Handwerkerring (Grünhufe / Stadtkoppel)

- Hans-Fallada-Straße (Knieper / Knieper West)

Benannt nach dem deutschen Schriftsteller Hans Fallada, der in Greifswald geboren wurde. Er wohnte 1921 mehrere Monate in der Mönchstraße im Haus Nr. 12. Sein Roman „Der Jungherr von Strammin“ spielt überwiegend in Stralsund.
- Hans-Georg-von-Arnim-Straße

Diese Straße wurde im Jahr 2005 angelegt und erhielt im Januar 2006 offiziell den Namen Hans-Georg-von-Arnim-Straße. Sie wurde nach Feldmarschall Hans Georg von Arnim benannt.
- Hans-Rose-Straße

Ehemaliger Name der heutigen Lambert-Steinwich-Straße.
- Hasenweg (Tribseer / Tribseer Siedlung)

- Hedwig-Freese-Weg (Tribseer / Tribseer Wiesen)

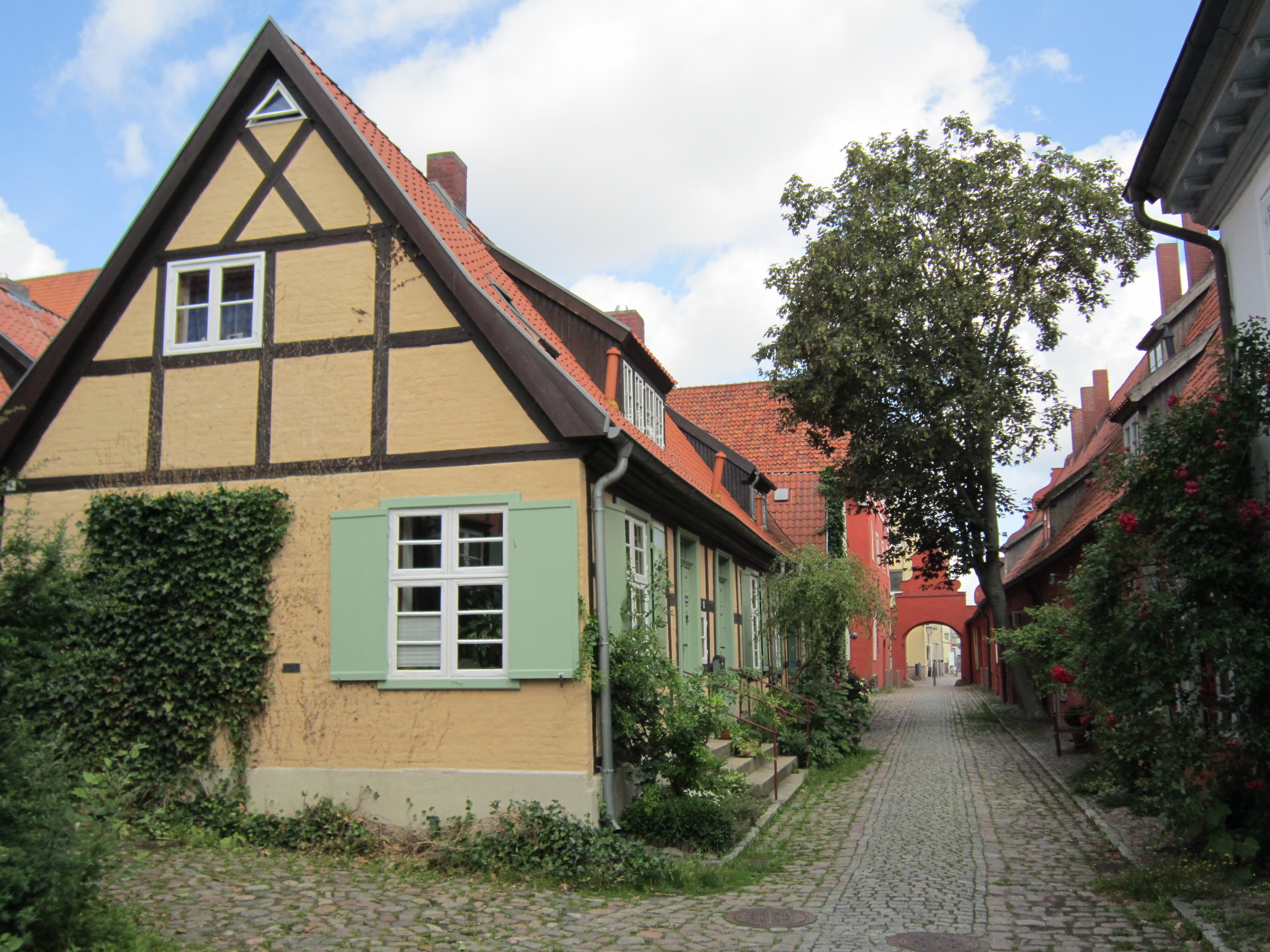
Häuser an der Heilgeistkloster-Gasse

- Heilgeistkloster (Altstadt / Altstadt)

- Heilgeiststraße (Altstadt / Altstadt)

Die Heilgeiststraße ist eine der ältesten Straßen Stralsunds und eine der längsten Straßen in der Altstadt. Sie erstreckt sich vom Knieperwall bis zum Fischmarkt. Am unteren Ende (zum Wasser hin) stand einst das Heilgeisthospital, welches der gesamten Straße den Namen gab. Auch nach der Verlegung des Klosters behielt die Straße ihren Namen. Ein Teil der heutigen Heilgeiststraße (zwischen Kütertor und Mönchstraße) war Sitz der Stralsunder Pergamentmacher und hieß Permenterstrate, bis 1869 noch Palmentierstraße (auch Palmentier geht auf das Wort Pergament zurück).
- Heinrich-Heine-Ring (Knieper / Knieper Nord bzw. Knieper West)

Benannt nach dem deutschen Schriftsteller und Dichter Heinrich Heine. Ein direkter Bezug zu Stralsund besteht nicht.
- Heinrich-Lietz-Straße (Tribseer / Tribseer Wiesen)

Benannt nach dem Stralsunder Maler Heinrich Lietz. Er verarbeitete vorwiegend Landschafts- und maritime Motive aus der Gegend in seinen Werken.
- Heinrich-Mann-Straße (Knieper / Knieper Nord)

Benannt nach dem deutschen Schriftsteller Heinrich Mann. Ein direkter Bezug zu Stralsund besteht nicht.
- Heinrich-von-Stephan-Straße (Knieper / Knieper West, Knieper Nord bzw. Kniepervorstadt)

Benannt nach dem deutschen Postmeister Heinrich von Stephan (1831–1897). Dieser besuchte Stralsund am 12. Oktober 1888 zur Eröffnung des neuen Hauptgebäudes der Post. Die Straße im Plattenbaugebiet Knieper West III hieß ursprünglich Kurt-Barthel-Straße und wurde nach dem politischen Umbruch 1989/1990 umbenannt.
- Heinrich-Zille-Straße (Knieper / Kniepervorstadt)

Benannt nach dem deutschen Maler und Zeichner Heinrich Zille, der hauptsächlich durch seine Berliner Milieustudien bekannt wurde. Ein direkter Bezug zu Stralsund besteht nicht.
- Hellmuth-Heyden-Weg (Knieper / Knieper West)

Benannt nach dem pommerschen Kirchenhistoriker Hellmuth Heyden (1893–1972). Er befasste sich vorrangig mit der Kirchengeschichte Pommerns, darunter auch dem Kirchengeschehen in Stralsund, Barth, Grimmen und Franzburg.
- Helmuth-Graf-v.-Moltke-Straße (Grünhufe / Grünthal-Viermorgen)

Benannt nach dem Juristen und Widerstandskämpfer gegen den Nationalsozialismus Helmuth James von Moltke. Er war am Aufstand des 20. Juli 1944 beteiligt. Ein direkter Bezug zu Stralsund besteht nicht.
- Henning-Mörder-Straße (Altstadt / Altstadt)

Benannt nach Henning Julius Mörder (* 1625; † 1699) aus der Familie Mörder. Er war im 17. Jahrhundert Bürgermeister Stralsunds.
- Herbert-Ewe-Straße (Knieper / Kniepervorstadt)

Benannt nach dem deutschen Historiker und Archivar Herbert Ewe (1921–2006). Von 1952 bis 1986 leitete er das Stadtarchiv Stralsund. 1984 wurde ihm die Ehrenbürgerschaft der Hansestadt übertragen.
- Hermann-Burmeister-Straße (Knieper / Knieper West)

Benannt nach dem Stralsunder Biologen und Forschungsreisenden Hermann Burmeister. Sein Geburtshaus ist jedoch nicht in der gleichnamigen Straße zu finden, sondern befand sich in der Böttcherstraße.
- Heuweg (Tribseer / Tribseer Siedlung bzw. Tribseer Wiesen)

- Hiddenseer Straße (Franken / Dänholm)

Benannt nach der Insel Hiddensee.
- Hilkenhol

ehemaliger Straßenname, siehe Katharinenberg
- Hindenburgufer

ehemaliger Straßenname, siehe Sundpromenade
- Hinter der Brunnenaue (Knieper / Kniepervorstadt)

Die Brunnenaue ist ein Park in Stralsund. Hier wurde noch bis Ende des 19. Jahrhunderts Wasser aus einer Quelle gefördert, die Heilkräfte enthalten sollte. Sogar der Aufbau eines Kurwesens war damals geplant, ist allerdings nicht erfolgreich gewesen.
- Hinter Jacobi Chor

ehemaliger Straßenname, siehe Jacobichorstraße
- Hinter St. Johannis

ehemaliger Straßenname, siehe Schillstraße
- Hinterm Rathaus

ehemaliger Straßenname, siehe Ossenreyerstraße
- Hochschulallee (Knieper / Knieper Nord)

- Hohe Uferstraße

ehemaliger Straßenname, siehe Friedrich-Naumann-Straße
- Holunderweg (Grünhufe / Stadtkoppel)

Benannt nach dem Holunder. Ein Großteil der Straßen dieses Stadtviertels wurde nach einheimischen Pflanzen und Sträuchern benannt.
- Holzhausen (Knieper / Knieper Nord)

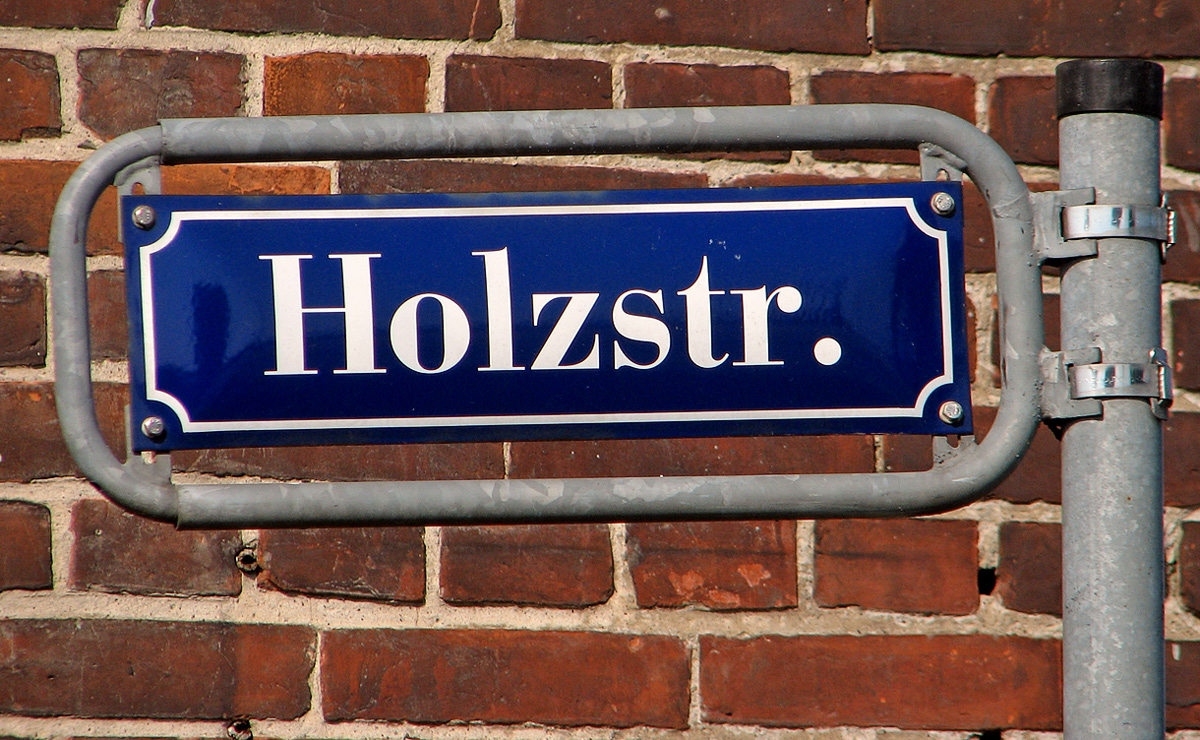
Holzstraße

- Holzstraße (Altstadt / Hafeninsel)

In den 1860er Jahren begann man in Stralsund mit der Aufschüttung der Hafeninseln. In diesem Zusammenhang wurden einige neue Straßen angelegt. Die Holzstraße ist eine der Straßen, die im Zuge dieser Maßnahme entstanden.
- Hufelandstraße (Lüssower Berg / Am Umspannwerk)

Benannt nach dem deutschen Arzt Christoph Wilhelm Hufeland. Ein direkter Bezug zu Stralsund besteht nicht.
- Hugo-Wolf-Straße (Knieper / Knieper Nord)

Benannt nach dem österreichischen Komponisten Hugo Wolf. Die Straße befindet sich im sog. Musikerviertel. Ein direkter Bezug zu Stralsund besteht nicht.
- Hühnerberg (Franken / Frankenvorstadt)

- Hühnerweg

ehemaliger Straßenname, siehe Bechermacherstraße